# Суда проекта 550
Суда прое́кта 550 ти́па «Амгуэма» — серия советских транспортных ледокольных дизель-электроходов. Суда спроектированы ЦКБ «Айсберг».

## Строительство
Всего с 1962 по 1975 год построено 15 судов проекта 550.
Первые 10 судов были построены в 1962—1969 годах на ССЗ №199 им. Ленинского Комсомола.
В 1970-1975 годах на Херсонском ССЗ было построено ещё 5 судов данного проекта типа «Капитан Мышевский» (2-я серия типа «Амгуэма»).

## Перечень судов
| Название           | Верфь | Зав.№ | Построено | Списано | Примечание                                                                                  |
| ------------------ | ----- | ----- | --------- | ------- | ------------------------------------------------------------------------------------------- |
| Амгуэма            | ЗЛК   | 1201  | 1962      | 1987    | (недоступная ссылка)                                                                        |
| Пенжина            | ЗЛК   | 1202  | 1963      | 1988    | В 1977 году судно участвовало в экспедиции в Антарктиду                                     |
| Оленек             | ЗЛК   | 1203  | 1964      | 1981*   | (недоступная ссылка)                                                                        |
| Капитан Готский    | ЗЛК   | 1204  | 1965      | 1992    | (недоступная ссылка)                                                                        |
| Капитан Бондаренко | ЗЛК   | 1205  | 1966      | 1988    | (недоступная ссылка)                                                                        |
| Ванкарем           | ЗЛК   | 1206  | 1966      | 1989    | (недоступная ссылка)                                                                        |
| Гижига             | ЗЛК   | 1207  | 1967      | 1990    | (недоступная ссылка) Участвовало в 25-й Советской Антарктической экспедиции 1979-1980 годах |
| Наварин            | ЗЛК   | 1208  | 1967      | 1999    | (недоступная ссылка)                                                                        |
| Капитан Марков     | ЗЛК   | 1209  | 1968      | 1990    | (недоступная ссылка) Судно участвовало в 25-й Советской Антарктической экспедиции           |
| Василий Федосеев   | ЗЛК   | 1210  | 1969      | 1997    | (недоступная ссылка)                                                                        |
| Капитан Мышевский  | ХССЗ  | 1401  | 1970      | 1994    | (недоступная ссылка)                                                                        |
| Павел Пономарев    | ХССЗ  | 1402  | 1971      | 1995    |                                                                                             |
| Капитан Кондратьев | ХССЗ  | 1403  | 1972      | 1994    | (недоступная ссылка)                                                                        |
| Яуза               | ХССЗ  | 1404  | 1974      |         |                                                                                             |
| Михаил Сомов       | ХССЗ  | 1405  | 1975      |         | НИС Госкомитет по гидрометеорологии и гидрологии СССР                                       |

## Интересные факты
- 31.10.1979 года судно «Оленёк» сгорело в Балтийских проливах в результате столкновения с танкером «Генерал Шкодунович». Было отбуксировано в Ленинград. Должно было идти в 25-ю экспедицию, в результате в Антарктиду пошла «Гижига».
- Почта СССР в 1977 году выпустила почтовую марку с изображением дизель-электрохода «Амгуэма».